# Molino de Villobas
Molino de Villobas (arag. O Molín de Billobas) – miejscowość w Hiszpanii, w Aragonii, w prowincji Huesca, w comarce Alto Gállego, w gminie Sabiñánigo.
Według danych INE z 1999 roku miejscowość zamieszkiwało 5 osób. Wysokość bezwzględna miejscowości jest równa 780 metrów.